# David Lindgren

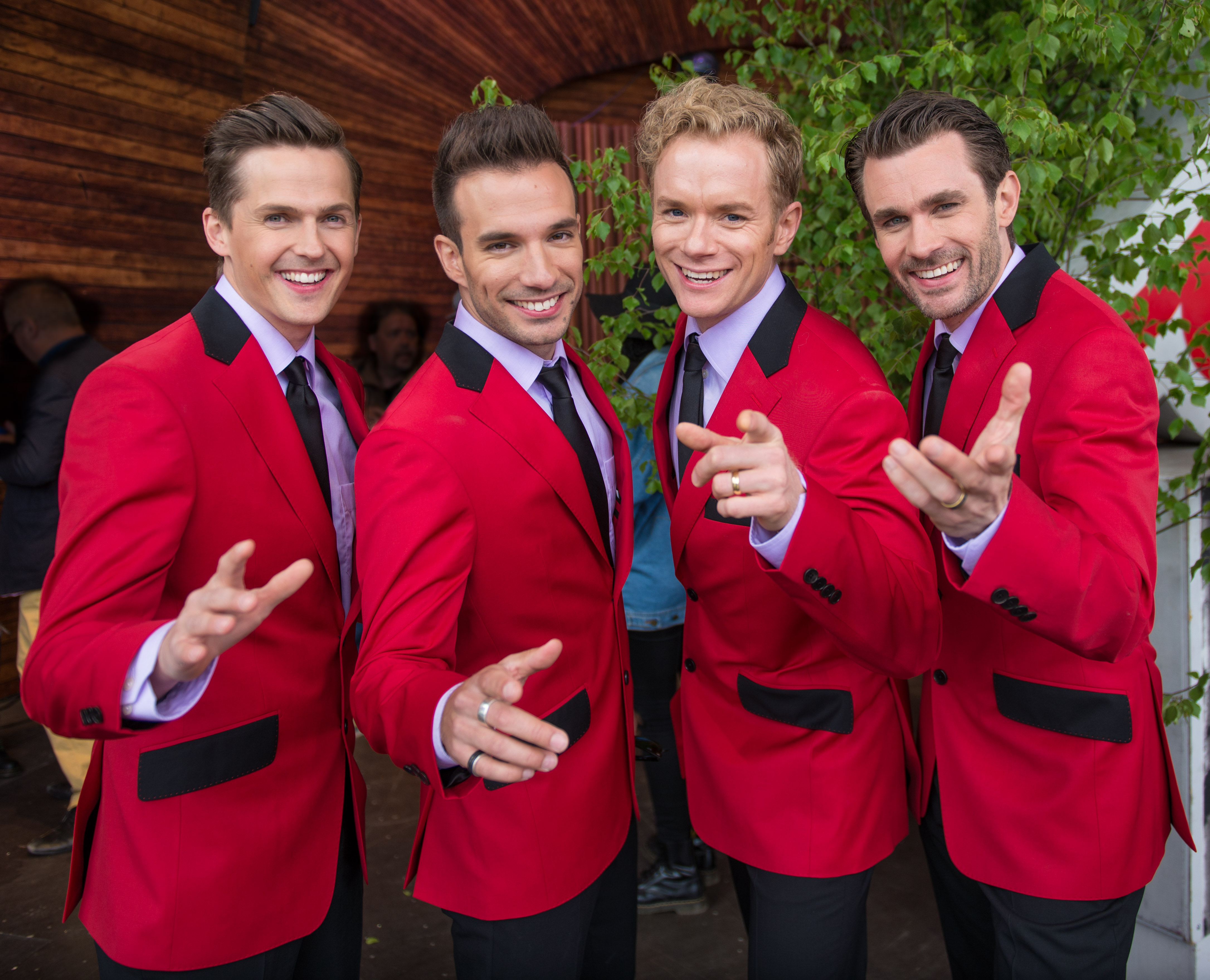
David Lindgren med artistkollegorna i Jersey Boys Bruno Mitsogiannis, Peter Johansson och Robert Rydberg inför Allsång på Skansen i juni 2015.

Johan David Stellan Lindgren, född 28 april 1982 i Nederkalix församling i Norrbottens län, är en svensk sångare, musikalartist och programledare. Han har bland annat stått på flera musikalscener, deltagit i Melodifestivalen tre gånger och varit programledare för både Melodifestivalen och Let's Dance. Han vann TV4s Stjärnornas stjärna 2020.

## Biografi
Lindgren kom under uppväxtåren till Ersmark i Skellefteå kommun och gick teaterlinjen på gymnasiet och studerade därefter tre år på Performing Arts School i Göteborg. Han har medverkat i musikaler som Mamma Mia! i Tyskland och High School Musical i Malmö och på Göta Lejon i Stockholm. Lindgren har också arbetat vid Wallmans Salonger i Helsingborg samt flera år på Cabaret Lorensberg i Göteborg. Säsongen 2009-2010 spelade han huvudrollen Link i den svenska uppsättningen av musikalen Hairspray på Chinateatern i Stockholm.
Den 27 mars 2009 var han med i Så ska det låta på SVT och tävlade i samma lag som Kikki Danielsson och Putte Nelsson. Den 14 maj 2010 var han med i Så ska det låta för andra gången och tävlade i samma lag som Jessica Heribertsson. Den 20 januari 2013 var Lindgren med i Så ska det låta för tredje gången och tävlade i samma lag som Jennifer Brown. Den 10 januari 2016 var Lindgren med som en del av Jersey Boys i Marika Willstedt lag.
Lindgren deltog i Melodifestivalen 2012 med bidraget Shout It Out. I den andra deltävlingen i Göteborg den 11 februari 2012 tog sig hans låt vidare direkt till finalen i Globen den 10 mars. I finalen slutade han på fjärde plats med lika många poäng som trean Ulrik Munther. Munther tog tredjeplatsen tack vare fler tittarröster.
Lindgren medverkade i Melodifestivalen 2013 med bidraget Skyline, skriven av Fernando Fuentes, Henrik Nordenback och Christian Fast. Bidraget gick vidare från deltävling 1 direkt till finalen och hamnade där på en åttonde plats.
Lindgren tävlade i Melodifestivalen 2016 med låten We are your Tomorrow i den andra deltävlingen, i Malmö, där han gick vidare till final. I finalen kom han på 11:e plats med sammanlagt 39 poäng. Lindgren var programledare för Melodifestivalen 2017 tillsammans med Hasse Andersson och Clara Henry. År 2018 ledde han återigen programmet, men denna gång på egen hand.
Under våren 2020 deltog David i Stjärnornas stjärna och vann tävlingen. 2021 var han programledare för Let's Dance på TV4 tillsammans med Petra Mede. Lindgren och Mede fortsatte programleda även Let's Dance 2022. Han var därefter programledare för Let's Dance 2023, denna gång med Kristin Kaspersen som programledarkollega.
Lindgren är en av deltagarna i Let's Dance 2025, detta efter att han tidigare fått sparken från sin tidigare roll som programledare, i augusti 2024. Hans danspartner för programmet är Tove Villför.
I februari 2025 deltog Lindgren i den andra semi-finalen av Una Voce Per San Marino, San Marinos uttagning till Eurovision Song Contest, som sångare i gruppen CRL, tillsammans med artisterna Boris Réne och Greg Curtis, där de tog sig direkt till final. I finalen den 8 mars slutade gruppen på en sjundeplats.

## Filmroller
- 2014 – Hallåhallå

## Diskografi

### Album
- Get Started #1 Sverige
- Ignite The Beat #2 Sverige

### Singlar
- Shout It Out
- Rendezvous
- Skyline
- We Are Your Tomorrow
- Till Alla Som Längtar Hem

## Teater

### Roller (ej komplett)
| År   | Roll        | Produktion                                                          | Regi          | Teater       |
| ---- | ----------- | ------------------------------------------------------------------- | ------------- | ------------ |
| 2009 | Troy        | High School Musical David Simpatico                                 | Eva Rydberg   | Göta Lejon   |
| 2009 | Link Larkin | Hairspray Mark Shaiman och Scott Wittman                            | Anders Albien | Chinateatern |
| 2010 |             | Singin' in the Rain                                                 |               |              |
| 2015 | Bob Gaudio  | Jersey Boys Bob Gaudio, Bob Crewe, Marshall Brickman och Rick Elice | Anders Albien | Chinateatern |
| 2021 | Tony Manero | Saturday Night Fever Robert Stigwood                                | Anders Albien | Chinateatern |

- Mamma Mia!

## Priser och nomineringar
- Guldmasken
  - 2005: Bästa showartist för Collage Cabaret Lorensberg - Nominerad
  - 2008: Bästa manliga huvudroll i en musikal/revy för High School Musical - Nominerad
- Vann Stjärnornas Stjärna 2020